# Sara Allgood
Sara Ellen Allgood (født 31. oktober 1879, død 13. september 1950) var en irsk/amerikansk teater- og filmskuespiller.
Allgood begyndte sin skuespillekarriere på Abbey Theatre i Dublin og debuterede på Broadway den 20. november 1911 i to opsætninger på Maxine Elliott Theatre. Hun medvirkede regelmæssigt i tidlige Hitchcock-film som Pengeafpresning, Juno and the Paycock og Sabotage. Ved Oscaruddelingen 1942 blev hun nomineret til en Oscar for bedste kvindelige birolle i rollen Beth Morgan i Grøn var min barndoms dal.

## Privatliv
Hun var i en kort tid gift med den britiske skuespiller Gerald Henson. Både Henson og parrets nyfødte datter døde af Den spanske syge.
Allgood blev amerikansk statsborger i 1945.